# Belmopán
Belmopán es la capital de Belice. En 2010, contaba con una población de 16.451. Aunque es la capital más pequeña de América, es la tercera ciudad más grande en Belice, detrás de la Ciudad de Belice y San Ignacio. Fundada como una ciudad planeada en 1970, es una de las capitales más nuevas del mundo, después de la gran destrucción que causó el huracán Hattie en la Ciudad de Belice (la antigua capital) en 1961. 
Se localiza en la región central del país, en el distrito de Cayo a una altitud de 76 metros sobre el nivel del mar. Belmopán fue construida a 80 km al este del río Belice y del puerto de la Ciudad de Belice. La carretera Hummingbird (colibrí en español) pasa por la capital. El edificio de la Asamblea Nacional fue diseñado y construido para parecer un templo maya precolombino.

## Toponimia
Belmopán es un acrónimo, formado por el nombre de los dos ríos del área; el Belice y el Mopán, que es su afluente. Belice deriva del maya Belixin, luego Belix, que significa agua fangosa.
En cuanto a Mopán, deriva del nombre de un pueblo maya; el cual se forma por un compuesto de «Mo'»; guacamayo y «pän»; tucán.

## Historia

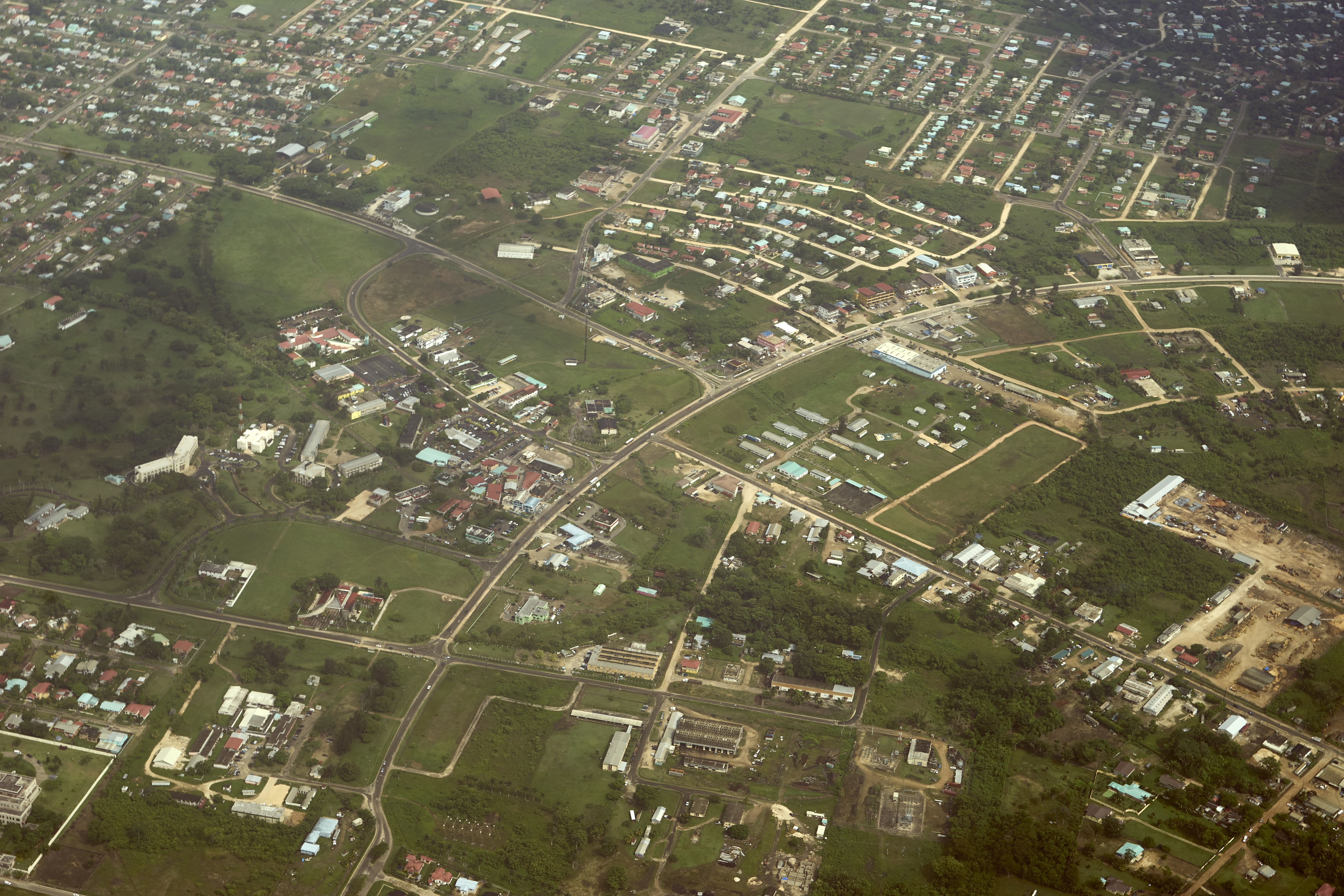
Belmopán

Después del huracán Hattie, que desarrolló vientos de hasta 300 km/h, y después de la destrucción de aproximadamente el 75 % de las viviendas y comercios en Ciudad de Belice, el gobierno de la época, en su manifiesto del año 1961, titulado «PUP para el progreso» (el PUP es el People's United Party), propuso la construcción de una capital nueva. Esta nueva capital estaría situada en un terreno mejor, no debía requerir ninguna expropiación costosa del terreno, e incluiría un área industrial. En 1962, un comité eligió el sitio ahora conocido como Belmopán, situado 82 kilómetros al oeste de la vieja capital. Belmopán está a 76 m sobre el nivel del mar, cerca del valle del río Belice, con una vista imponente de las colinas majestuosas del Mountain Pine Ridge. Se jacta de tener condiciones climáticas frescas durante la noche.
En 1964, puesto que Belice seguía siendo una colonia (conocida como Honduras Británica), el primer ministro George Price condujo una delegación beliceña a Londres para recabar los fondos necesarios para financiar la nueva capital. Aunque no estaba preparado para comprometerse a financiar un proyecto tan grande, el gobierno británico mostró interés debido a la lógica de localizar la capital en tierra alta protegida de las mareas. Para animar a la comisión financiera del gobierno británico, el primer ministro Price y el gobierno del PUP invitaron a Anthony Greenwood, secretario de estado para la Mancomunidad Británica de Naciones y las colonias a visitar Belice.

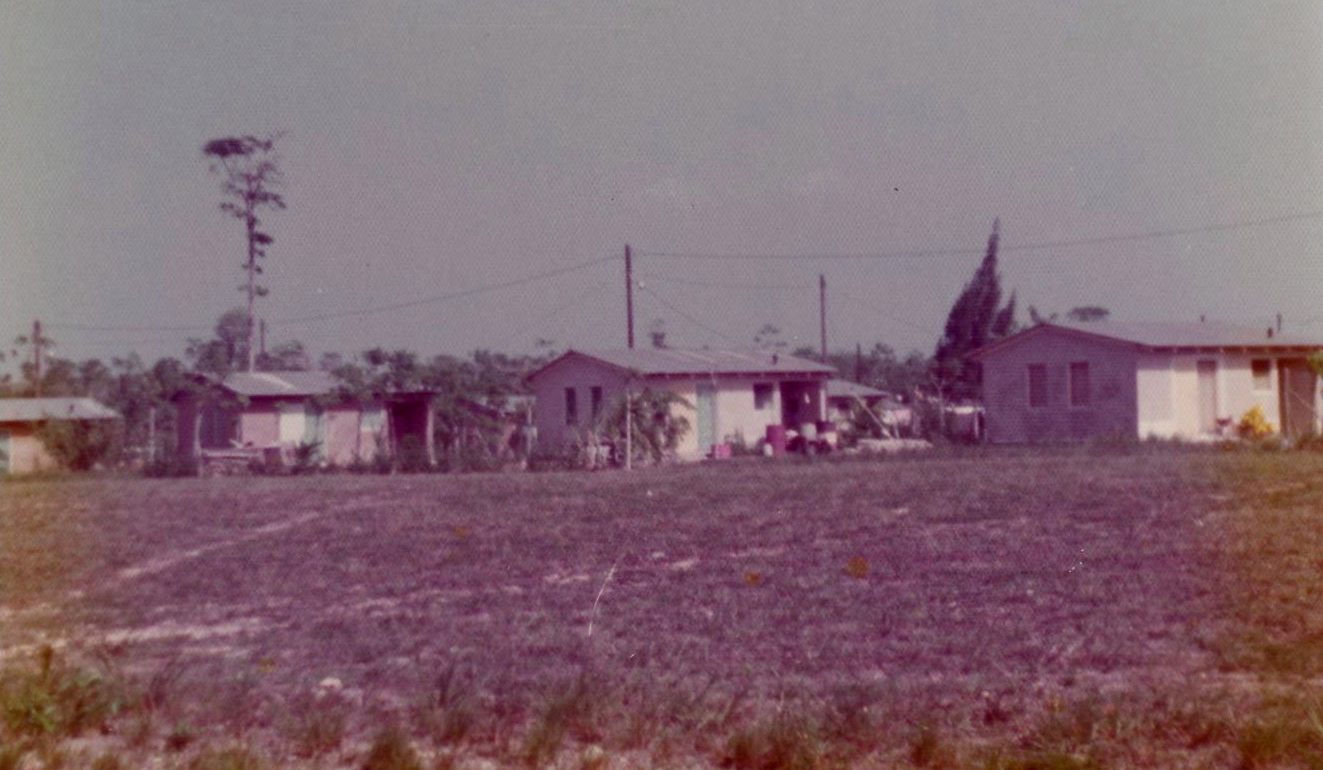
La localidad en 1975.

Uno de los elementos más significativos de esta visita fue la inauguración de un monumento en la milla 49 en la autopista del Oeste. El monumento registra que Lord Greenwood dedicó el sitio para la nueva capital el 9 de octubre de 1965. De esta forma, se indicó que había un compromiso. El coste estimado inicial para construir esta nueva ciudad era de cuarenta millones de dólares de Belice (veinte millones de dólares de Estados Unidos). Aunque solo veinte millones de dólares de Belice (diez millones de dólares de Estados Unidos) estaban disponibles, pero el ímpetu no debía perderse.
En 1967, comenzó el trabajo: la primera fase de la ciudad nueva fue terminada en 1970 con un coste de 24 millones de dólares de Belice (12 millones dólares de Estados Unidos). El nombre que se eligió para la nueva capital fue Belmopán, un acrónimo formado con el nombre del río Belice, el más importante del país, y su afluente el río Mopán, que desemboca en el Belice cerca de la capital.
Entre 1970 y 2000 la administración de Belmopán fue manejada por la Reconstruction and Development Corporation (Corporación para la reconstrucción y el desarrollo), conocida como «Recondev». A Recondev se le otorgó la concesión del suministro de energía a la ciudad y la autoridad para proporcionar, o hacer que fuera proporcionado, las funciones municipales necesarias para el funcionamiento de los negocios de la ciudad y la infraestructura.

### Respaldo internacional
Inicialmente, había cierta reticencia entre los gobiernos extranjeros para trasladar sus embajadas a Belmopán pues había una cierta duda acerca de si esta área interior se convertiría en la capital efectiva de Belice. En febrero de 2005, el Gobierno de Estados Unidos tomó la iniciativa y comenzó a construir una embajada nueva de Estados Unidos en Belmopán, 43 años después de que fuera elegido como la nueva capital. La embajada de Estados Unidos se inauguró a finales de 2006.

## Gobierno
Desde sus inicios, Belmopán estaba gobernado por una corporación llamada por sus siglas en inglés RECONDEV (Reconstruction and Development Corporation o Corporación para la Reconstrucción y el Desarrollo).
Los residentes de Belmopán votaron en un referéndum hecho en 1999 para cambiar a elecciones directas la forma de gobierno. En el año 2000, Belmopán fue reconocida como ciudad y tuvo sus primeras elecciones al Consejo de la Ciudad. Anthony Chanona del People's United Party fue elegido primer alcalde de la ciudad y reelegido en 2003. Más tarde el UDP ganó las elecciones de 2006 y el actual alcalde de Belmopán es Simeón López.

## Geografía
Belmopán se encuentra a 31 km de distancia del mar Caribe y a 76 metros de altitud sobre el nivel del mar, localizada cerca del valle del río Belice.

## Clima
Su temperatura oscila entre los 18 y los 32 °C, siendo junio y julio los meses más calurosos. Presenta entre 40 y 300 mm de precipitación mensual, siendo junio el mes más lluvioso. Su precipitación total anual es de más de 2000 mm.
| Parámetros climáticos promedio de Belmopán | Parámetros climáticos promedio de Belmopán | Parámetros climáticos promedio de Belmopán | Parámetros climáticos promedio de Belmopán | Parámetros climáticos promedio de Belmopán | Parámetros climáticos promedio de Belmopán | Parámetros climáticos promedio de Belmopán | Parámetros climáticos promedio de Belmopán | Parámetros climáticos promedio de Belmopán | Parámetros climáticos promedio de Belmopán | Parámetros climáticos promedio de Belmopán | Parámetros climáticos promedio de Belmopán | Parámetros climáticos promedio de Belmopán | Parámetros climáticos promedio de Belmopán |
| Mes                                        | Ene.                                       | Feb.                                       | Mar.                                       | Abr.                                       | May.                                       | Jun.                                       | Jul.                                       | Ago.                                       | Sep.                                       | Oct.                                       | Nov.                                       | Dic.                                       | Anual                                      |
| ------------------------------------------ | ------------------------------------------ | ------------------------------------------ | ------------------------------------------ | ------------------------------------------ | ------------------------------------------ | ------------------------------------------ | ------------------------------------------ | ------------------------------------------ | ------------------------------------------ | ------------------------------------------ | ------------------------------------------ | ------------------------------------------ | ------------------------------------------ |
| Temp. máx. abs. (°C)                       | 34                                         | 33                                         | 35                                         | 36                                         | 37                                         | 36                                         | 35                                         | 35                                         | 34                                         | 34                                         | 34                                         | 34                                         | 37                                         |
| Temp. máx. media (°C)                      | 28.0                                       | 29.2                                       | 31.2                                       | 32.8                                       | 34.1                                       | 32.3                                       | 31.7                                       | 32.0                                       | 31.8                                       | 30.8                                       | 29.2                                       | 28.0                                       | 29                                         |
| Temp. media (°C)                           | 22.9                                       | 23.4                                       | 24.9                                       | 26.4                                       | 27.9                                       | 27.5                                       | 26.9                                       | 27.0                                       | 27.0                                       | 26.1                                       | 24.6                                       | 23.4                                       | 25                                         |
| Temp. mín. media (°C)                      | 17.7                                       | 17.6                                       | 18.5                                       | 20.0                                       | 21.6                                       | 22.6                                       | 22.0                                       | 21.9                                       | 22.1                                       | 21.3                                       | 20.0                                       | 18.7                                       | 21                                         |
| Temp. mín. abs. (°C)                       | 14                                         | 15                                         | 15.7                                       | 16                                         | 17.6                                       | 15                                         | 15.7                                       | 15.4                                       | 14.9                                       | 14.6                                       | 14.3                                       | 14.2                                       | 14                                         |
| Lluvias (mm)                               | 128.0                                      | 64.0                                       | 44.0                                       | 44.3                                       | 84.8                                       | 305.7                                      | 276.2                                      | 224.9                                      | 254.8                                      | 215.3                                      | 199.7                                      | 178.2                                      | 2019.9                                     |
| Días de lluvias (≥ 1.0 mm)                 | 13                                         | 9                                          | 6                                          | 5                                          | 8                                          | 19                                         | 21                                         | 19                                         | 20                                         | 18                                         | 16                                         | 15                                         | 169                                        |
| Fuente: World Meteorological Organization  |                                            |                                            |                                            |                                            |                                            |                                            |                                            |                                            |                                            |                                            |                                            |                                            |                                            |

## Demografía
La población de Belmopán es una mezcla de etnias incluyendo criollos, garífunas, mestizos, mayas de Belice e inmigrantes más recientes de los países asiáticos como China y Taiwán.
Hay cinco zonas alrededor de Belmopán comprendiendo las siguientes:
- Salvapán - población 3000 hab. - principalmente de origen centroamericano.[18]
- San Martín - población 1694 hab. - orígenes mixtos (criollos e indígena centroamericanos).
- Las Flores - población 453 hab. - principalmente de origen centroamericano.
- Maya Mopán - población 241 hab. - principalmente mayas ketchi/mopan.
- Riviera - población desconocida - mezcla de centroamericanos inmigrantes y locales.

## Educación
En la ciudad se ha instalado la Universidad de Belice.

## Cultura

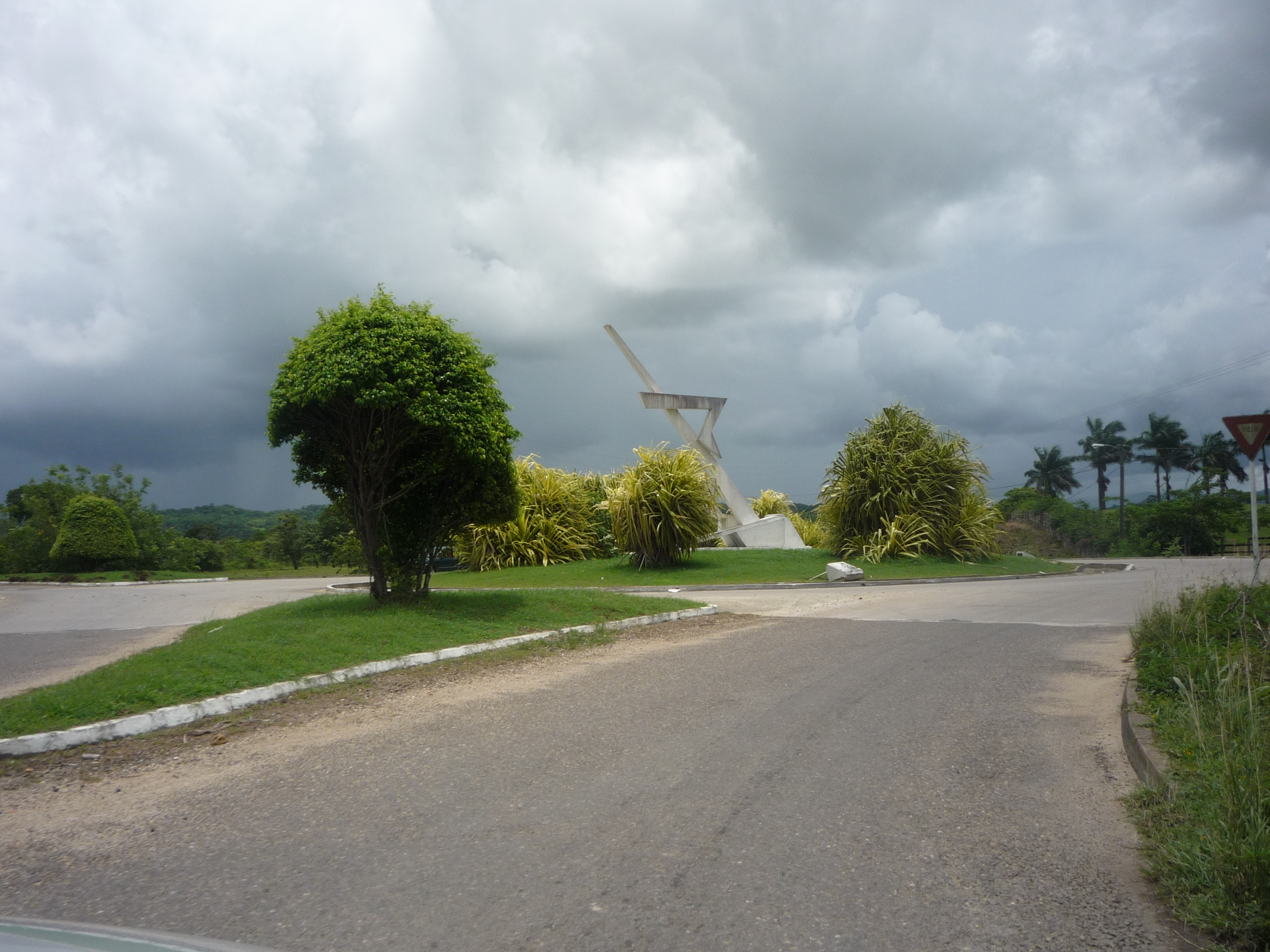
Monumento en Belmopán.

Algunos de los eventos más importantes de la ciudad incluyen presentaciones de la Sociedad Coral de Belmopán, el Festival de las Artes para escolares y las Actividades del Día Nacional. El Consejo está buscando ayuda de la comunidad diplomática para financiar una restauración importante del Auditorio del Centro Cívico.
Los residentes en Belmopán apoyan entusiásticamente a los equipos locales de baloncesto y fútbol (balompié). El equipo UB's «Black Jaguar» ha ganado dos campeonatos nacionales jugando fuera de Belmopán. Comunidades cercanas como Roaring Creek, Camalote, Esperanza y Georgeville juegan un torneo de sóftbol a comienzos de cada año.

### Actividades sociales y comunitarias
El Consejo de la ciudad promueve Belmopán como «La Ciudad Jardín», con arbustos y árboles en abundancia y vistas escénicas. Las áreas alrededor de las colinas serán desarrolladas como áreas escénicas.

### Religión
El 49,4% de los habitantes del país practica la religión católica. La ciudad pertenece a la Diócesis de Ciudad de Belice-Belmopán. Existen otras denominaciones cristianas.

## Economía

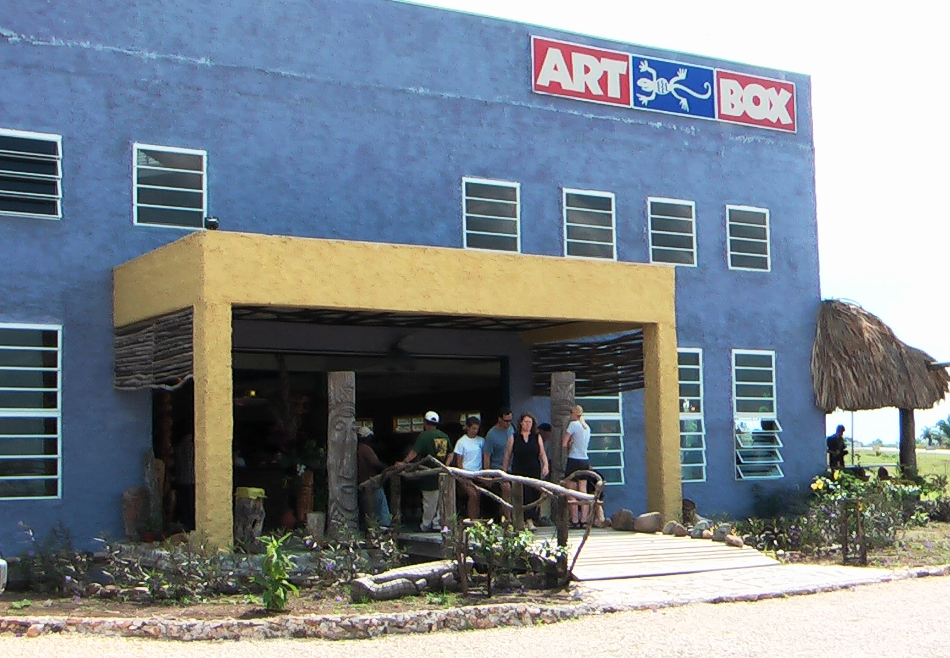
Tienda de recuerdos ubicada en la ciudad.

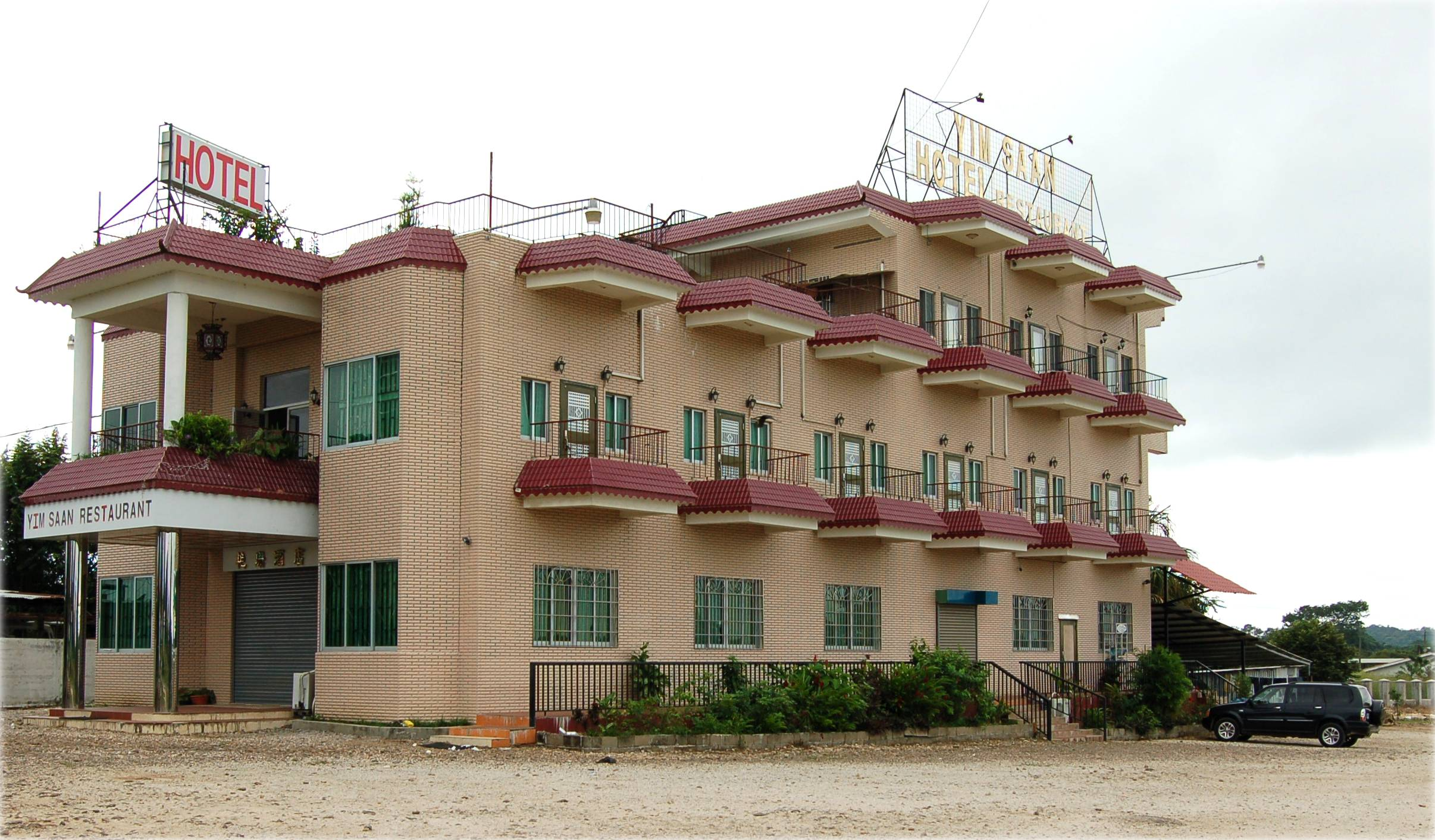
Restaurante Chino en Belmopán

Belmopán cuenta con un pequeño aeródromo y una escasa actividad industrial.
Actualmente, tiene aproximadamente 200 establecimientos comerciales, que van desde tiendas de alimentos, hasta venta de muebles, aparatos domésticos, restaurantes y hoteles. El último censo de 1997 revela la presencia de 373 negocios.
Ya que la Universidad de Belice se reubicó en Belmopán, se espera que su actividad comercial experimente un amplio incremento en los sectores mencionados y en particular en las industrias de servicio y de compra de bienes. Se construyeron una terminal de autobús y un mercado en 2003.

### Industria
De acuerdo con la regulación de zonas, Belmopán ha separado 81 hectáreas de terreno y cerca de 4.000 m² en parcelas dentro de los límites de la ciudad. Mientras que la actividad industrial es mínima en 2007, el consejo ha elaborado un plan para atraer inversión local y foránea a la ciudad. Estos planes incluyen el crear un parque industrial de 40 hectáreas cerca del aeropuerto municipal (que se reduce a una franja pavimentada sin torre de control ni hangares). Los fondos necesarios para la infraestructura (caminos, luces y agua) pueden ser justificables hasta que las industrias hayan aceptado los incentivos de la Inversión del Consejo.